# Клітагора
Клітагора (дав.-гр. Κλειταγόρα) — спартанська лірична поетеса, за іншими версіями походила з Фессалії або Лесбосу. Комедіографи Арістофан та Кратін згадували у своїх п'єсах застільну пісню названу ім'ям поетеси. За однією з версій, вона могла бути гетерою. З її особистістю пов'язують напис на червонофігурній гідрії, яка зберігається в Музеї Університету Міссісіпі.

## Життєпис

Гідрія з написом «Клітагора красива»

Поетеса Клітагора відома завдяки кільком свідченням давньогрецьких комедіографів та їхніх схоліастів. Арістофан згадує сколіон — застільну пісню названу ім'ям Клітагори у своїх комедіях «Оси» та «Лісістрата». Згідно зі схоліями до «Лісістрати», Клітагора також згадувалася у втраченій комедії Арістофана «Данаїди». Також у комедії «Хмари», учень Сократа Стрепсіад, на прохання вчителя назвати жіночі імена, серед інших називає і Клітагору. Ще одна згадка сколіону міститься у одному з уцілілих фрагментів творчості комедіографа Кратіна. В ньому говориться про чоловіка, який намагався співати «Клітагору», коли флейтист-акомпанементатор грав пісню з іншою мелодією — «Адмета». Схожий епізод міститься у п'єсі Арістофана «Лісістрата», де п'яний афінянин співає «Теламона» замість «Клітагори». Класицист Бабетта Пютц зазначає, що автор це зробив, щоб показати рівень сп'янілості афінян та їх миролюбний настрій. Самі пісні, ймовірно, виконувалися з різними мелодіями та мали різний зміст.

Повний текст пісні «Клітагора» не зберігся, Арістофан у «Осах» приводить її початок:
Грошей і засобів
Ми з Клітагорою
та фессалійцями…
Оригінальний текст (д.-гр.)
χρήματα καὶ βίαν Κλειταγόρᾳ τε κἀμοὶ μετὰ Θετταλῶν

Бабетта Пютц зазначає, що ця пісня повинна була бути досить відомою, щоб комедіограф міг її використати для висміювання хвалькуватості політика Есхіна. Також вона припускає, що у пісні «Клітагора» йдеться про однойменну гетеру. Свідченням того, що гетера Клітагора могла існувати є червонофігурна гідрія виготовлена у 450—430 роки до н. е., яка зберігається у Музеї Університету Міссісіпі. На посудині зображено дві жіночі фігури одягнуті у хітони та гіматії, одна підняла руку у привітанні, а інша тримає у правій долоні широку пов'язку. Між жінками знаходиться напис грецькою мовою: «Клітагора красива» (дав.-гр. Καλε Κλεταγορα).
Невідомо точно звідки походила Клітагора. Візантійська енциклопедія «Суда» стверджує, що Клітагора була спартанкою, посилаючись на схоліаста «Лісістрати». Однак схоліаст «Ос» стверджує, що Клітагора була фессалійкою, а Ісихій Александрійський вказує на Лесбос. На думку дослідниці Сари Померой, Клітагора ймовірно була спартанкою, вказуючи на згадку у «Лісістраті». Головними героями цієї п'єси є жінки, афінянки та спартанки, тому було більш доречно використовувати пісню спартанської поетеси. Дослідниця зазначає, що для спартанок вживання вина було щоденною звичкою, на відміну від інших грекинь, які пили вино лише на фестивалях. Також на думку Померой, Клітагора написала сколіон для виконання на жіночих фестивалях. Дослідник Пол Крістал зазначав, що ліричну поетесу Клітагору прозвали «жіночим Гомером».

### Коментар
1. ↑  Переклад українською  Володимира  Свідзінського  за 
редакцією  Андрія  Содомори.